# 石时态
石时态（1962年9月—），男，汉族，湖南华容人。中华人民共和国政治人物，二级大法官，中国共产党党员，第十三届全国人民代表大会黑龙江地区代表。

## 生平
2018年2月24日，当选为第十三届全国人大代表。